# Chemins de fer économiques du Nord
Pour les articles homonymes, voir CEN et Société générale des chemins de fer économiques.
La société des Chemins de fer économiques du Nord (CFEN ou CEN) est une compagnie de chemin de fer secondaire, créée en 1884 et dépendant du groupe Empain, fondé par le baron Édouard Louis Joseph Empain, développant plusieurs réseaux à voie métrique.
Son siège était à Anzin dans le département du Nord.

## Histoire

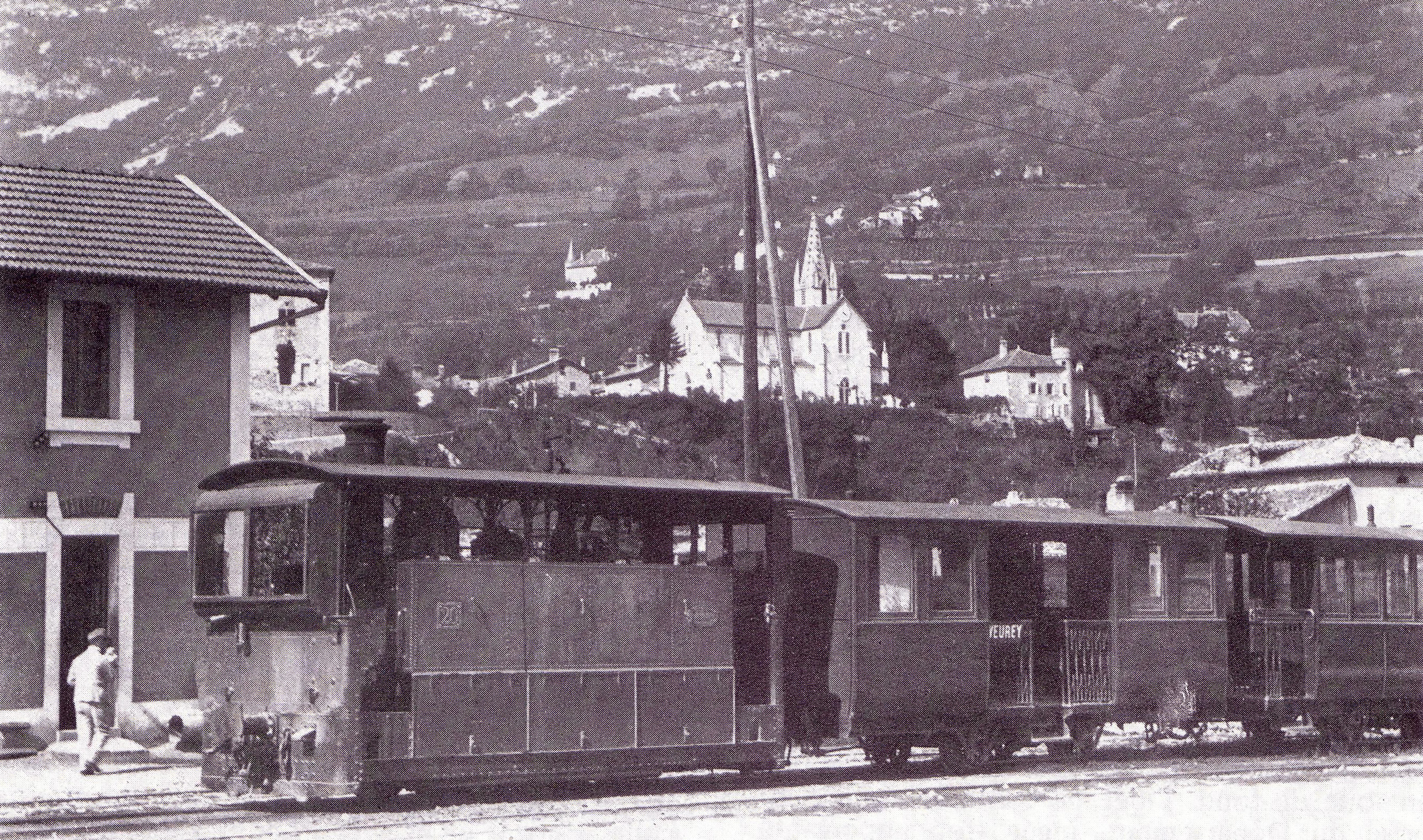
Une rame CEN en gare de Veurey (Isère)...

Chronologie des créations :

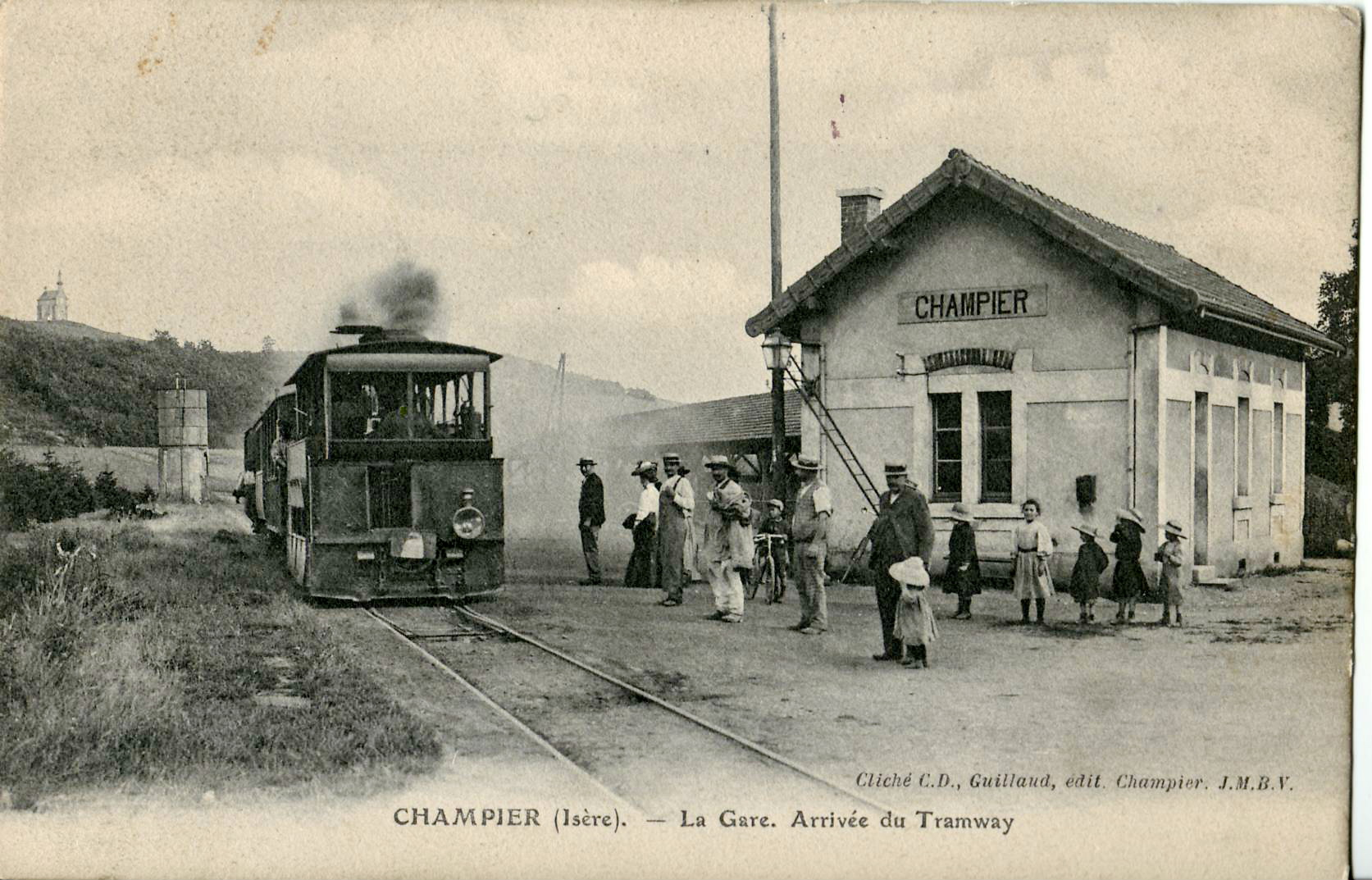
... et de Champier

Les CEN créent et gèrent plusieurs réseaux comprenant plusieurs lignes :
- Réseau Nord (1881-1966), 74 km
- Réseau Isère (1891-1930), 100 km
- Réseau Savoie (1891-1959), 70 km
- Réseau Pas-de-Calais (1895-1948), 100 km

## Lignes

### Réseau de la Haute-Savoie
- Annemasse - Samoëns - Sixt
- Annemasse - Bonne - Bonneville
- Saint-Jeoire - Marignier

### Réseau de l’Isère
- Grenoble - Veurey-Voroize, reprise par la SGTE en 1902 ;
- Vienne - Charavines / Voiron, reprise par les Voies ferrées du Dauphiné dans les années 1930 ;
- Vienne - Estressin.

### Réseau du Nord

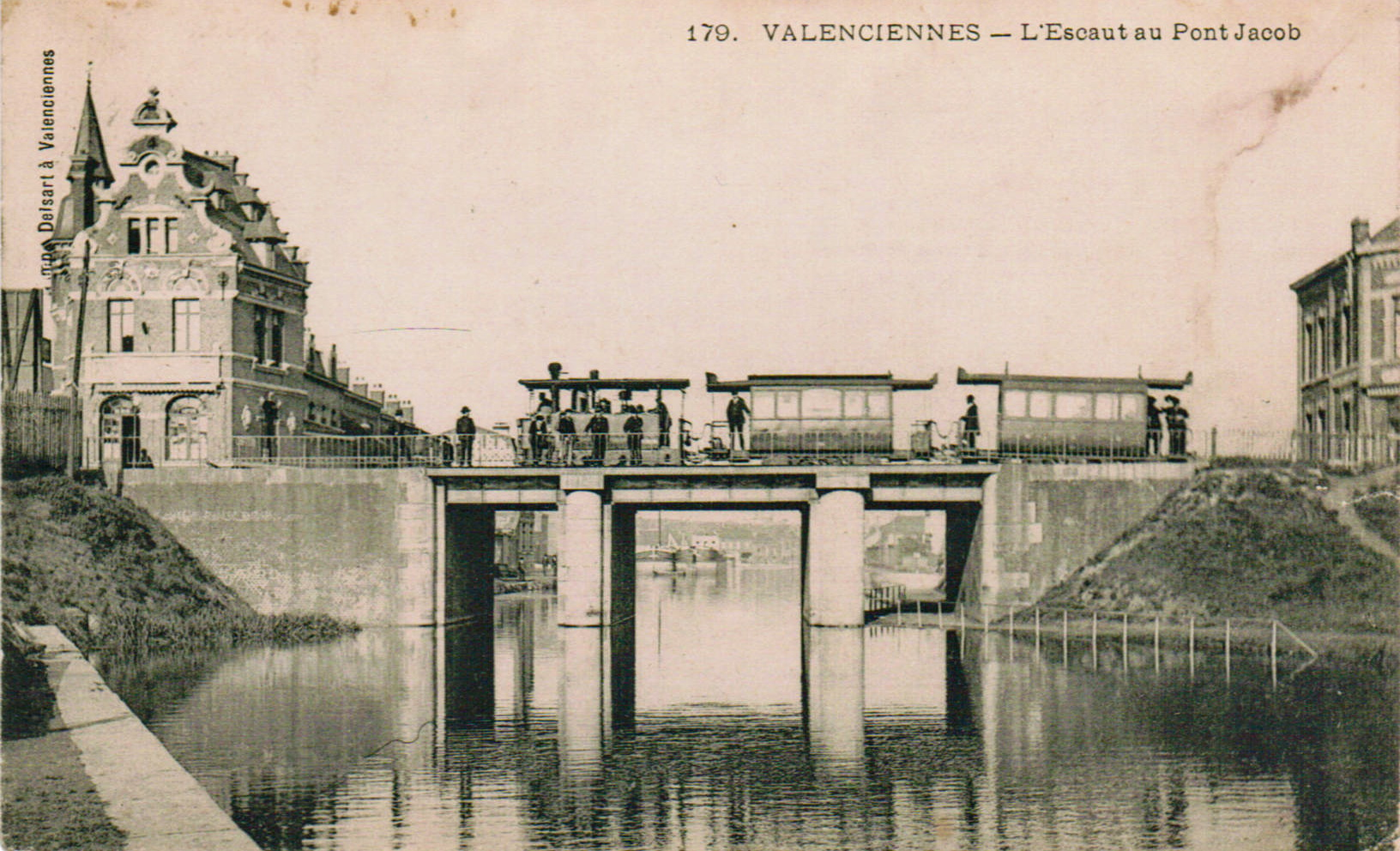
Tramway de Valenciennes, au tout début du XX. La rame est tractée par une locomotive à vapeur type bicabine, sans doute d'origine Blanc-Misseron

| Ligne ou réseau           | Type    | Dates     |
| ------------------------- | ------- | --------- |
| - Armentières - Halluin   | tramway | 1895-1935 |
| - Hellemmes - Saint-Amand | tramway | 1896-1932 |
| - Tramway de Valenciennes | tramway | 1881-1966 |

### Réseau du Pas-de-Calais

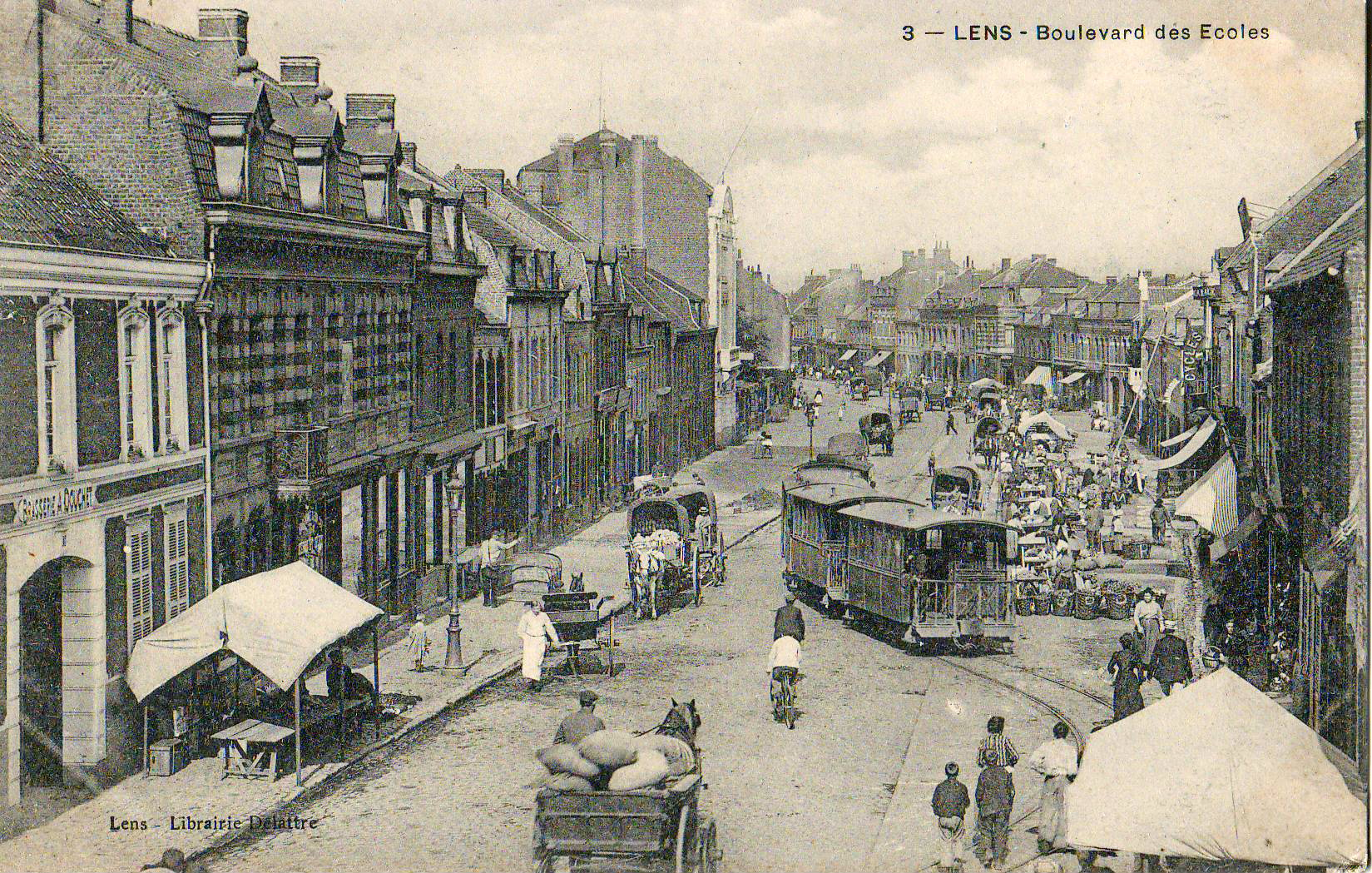
Rame des CEN (Ligne Lens - Frévent) à Lens (Pas-de-Calais)

| Ligne ou réseau         | Type            | Dates     |
| ----------------------- | --------------- | --------- |
| - Boulogne - Bonningues | c.f. secondaire |           |
| - Boulogne - Le Portel  | c.f. secondaire | 1900-1940 |
| - Lens - Frévent        | c.f. secondaire | 1895-1948 |

### Autres
Ligne de tramway 412 Quiévrain - Roisin de la Société nationale des chemins de fer vicinaux (SNCV) en Belgique.

#### Monographies
- Claude Wagner, Les tramways de Valenciennes & les lignes rurales des C.E.N. au temps de la vapeur, Auray, LR Presse, 2019, 144 p. (ISBN 9-782375-360323, présentation en ligne).